# Phrynobatrachus intermedius
Espèce
Statut de conservation UICN

 CR B1ab(iii) : 
En danger critique
Phrynobatrachus intermedius est une espèce d'amphibiens de la famille des Phrynobatrachidae.

## Répartition
Cette espèce est endémique du Sud-Ouest du Ghana. Elle n'est connue que dans deux sites de la réserve Ankasa,.

## Publication originale
- Rödel, Boateng, Penner & Hillers, 2009 : A new cryptic Phrynobatrachus species (Amphibia: Anura: Phrynobatrachidae) from Ghana, West Africa. Zootaxa, vol. 1970, p. 52-62.